# 常守朱
常守朱（日語： Tsunemori Akane）是動畫系列《PSYCHO-PASS》第一季及第二季的主角。在開首，朱為一位剛分配至公安局刑事科第一分隊的監視官。在系列中，朱雖然不認同西比拉系統的組成以及對於社會大眾隱瞞真實身分的作法，但仍然不得不承認西比拉系統對日本的管治在道德及社會上的不可替代性及對於安定現今日本社會的價值。她時常反思自身的價值觀，在各種抉擇前能夠將自我的喜惡拋開，以社會福祉為最優先之考量。她的抗壓性及心理素質極強，使其即使要面對令一般人無法接受的狀況，犯罪指數也能保持在相對較低的數字。朱除了為動畫系列的主要角色之外，她亦在同系列的原創劇場版、改編漫畫和小說中擔任主角。
儘管最初常守朱是為了令觀眾產生共鳴而設計出來的，但在最終成長為擁有堅定意志的角色。編劇虛淵玄表示，他們設計朱與狡嚙慎也這對角色的原意在於使人物性格得以平衡，並使他們倆更為人注目。然而虛淵玄卻在回顧創作歷程時相信，朱於最終成為了自己筆下最为強勢的角色之一。朱的日語版配音員為花澤香菜，英語版則由凱特·奧克斯利負責配音。評論者於早期對朱的評價褒貶不一，但在因歷次事件而得到成長後，這一位角色始獲得眾多評論者的讚揚，並於最終得到評論者承認，認為她是一位富有魅力的主角。

## 角色設計

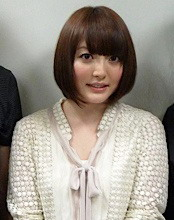
在日語版中，常守朱由花澤香菜所飾演

常守朱是Production I.G的製作人員构思出來的角色，設計原意是希望她跟觀眾產生共鳴。她代表了一眾會批評《PSYCHO-PASS》的設定的觀眾，以及跟狡嚙慎也和槙島聖護兩者衝突的個人理念。製作人員构思這個角色的目的還在於刻畫她如何鋭變成一位女英雄。由於製作人員反對把此動畫製作成萌系動畫，所以他們在製作時不會描畫朱的脫衣場景，反之卻會交代男主角慎也的脫衣場景。朱的身體造型由日本漫畫家天野明負責設計。編劇虛淵玄表示，他們設計朱與慎也這對角色的原意在於使人物性格得以平衡，然而朱於最終卻因為聖護所帶來的衝擊，而成為了他筆下最为強勢的角色之一。導演鹽谷直義表示自身擁有類似的感受，並指他們原本想用到朱這名角色，來平衡慎也的性格。並指朱雖然是個女性，但卻充滿男性氣質。在這名角色成形後，鹽谷直義便一直在思考她在未來會擔當怎樣的角色。《PSYCHO-PASS心靈判官3》中朱被拘禁的一部分原因在於他想這部動畫能夠呈現出朱以外的不同視角。
在系列中，常守朱最初是一位天真的新人監視官，但最終伴隨著經歷的累積而得到成長。日語版的配音員花澤香菜肯定了此一說法，並指第3集後的重心之一在於朱的轉變；在從事監視官這份職務中，她要承受許多痛苦的經歷，並會受到它們的影響。負責動畫設計的淺野恭司以動畫細節來突顯朱與狡嚙慎也之間的差距——慎也以單手舉槍的景象，跟要以雙手舉槍的朱形成對比——這特顯後者較不老練。
由於《PSYCHO-PASS》的第一季以狡嚙慎也和槙島聖護之間的衝突為重點，所以在第二季製作組也讓跟常守朱對立的角色登場，並把重心轉移至她上。在《心理测量者剧场版》中，她顯得更有自信心，並更為自立。
剧场版的製作組因受到《现代启示录》、《搶救雷恩大兵》等電影的影響，而製作一部有關朱於戰爭地帶搜捕慎也的故事。他們同受到朱跟慎也的非浪漫式互動所吸引，因為這顯示他們都深信著對方。慎也和朱的配音員同樣因上述原因而被剧场版吸引，他們之一更認為宜野座伸元跟朱之間更有可能出現戀情。並指「朱跟慎也」這一組合跟日本警察喜劇《大搜查線》的主角恩田堇和青島俊作之間的關係很像。花澤香菜對於剧场版中要用到英語配音感到驚訝，但仍享受配音過程。動畫製作人員讚賞香菜設法提出跟原本的配音計劃不同的意見，並指從第一季開始，她就以忠於己見的方式演出。

## 劇中表現

### 第一期
在開始時，時齡20歲的常守朱獲委任為公安局刑事課第一分隊的新任監視官。她在剛上任不久後便對以主宰者擊昏或射殺潛在犯感到猶豫。她在參與搜查的第一起案件中，便擊昏了執行官狡嚙慎也，因為他意圖射殺犯罪指數超過規定值的女人質——她的犯罪指數因受到綁架而上升。之後當朱受到眾分隊成員譴責時，慎也卻讚揚了她，指在她底下「能好好當個刑警」。朱質疑既有規範的傾向，使其跟同為第一分隊的監視官宜野座伸元發生衝突。之後第一分隊在追捕希望顛覆希貝兒系統的犯罪主謀槙島聖護時，聖護把朱的好友船原雪帶走當作人質，並威脅朱若要確保自身好友的安全，便需拋棄主宰者，改用獵槍殺掉他。朱於是嘗試扣下獵槍，但兩槍皆沒射中聖護，使得聖護在她面前殺掉雪。朱及慎也兩人隨後成功逮捕聖護，但他很快就成功逃亡了。使得慎也下定決心要親手殺了聖護。希貝兒系統此時為了令她發揮真正實力，而故意向其揭露自身的真正運行機制：以大量免罪體質者的大腦構成一個系統，並由他們判定國家中所有人的心靈指數。希貝兒系統想把聖護的大腦納入系統，成為他們的構成分子，並要求朱在慎也殺死聖護前活捉他。朱答應了，但有一個交換條件：要希貝兒系統保證慎也的生命。之後朱帶領第一分隊去追捕打算切斷國家糧食供給的聖護。但朱卻於追捕途中受重傷，無力繼續追捕。慎也便利用這個機會去殺死聖護。最後希貝兒系統告知朱若她願意保守有關系統真相的秘密，便不會被系統殺死。

### 第二期
到了《PSYCHO-PASS 2》，刑事課發現它受到一位試圖顛覆西貝兒系統的恐怖分子鹿矛圍桐斗的襲擊。西貝兒系統不能識別桐斗，因為他為多年前以空難罹難者的身體部分結合而成的集合體——其中包括7人的大腦與184具遺體。西貝兒系統只把他當作屍體的拼合物，因此不懂得如何下達裁決。東金朔夜以殺害朱的祖母並嫁禍給桐斗的方式，來嘗試誘使朱殺死桐斗。桐斗移植了監視官的眼睛，以獲得使用主宰者的權限，並以此誘迫朱帶他到西貝兒的處理中樞。儘管西貝兒要求朱自己親手消滅桐斗，但朱卻堅持逮捕他。桐斗然後揭露了要朱帶他到西貝兒的處理中樞的真正原因——令西貝兒系統內部出現改革，使得手持主宰者的人的判斷及道德基準也能夠影響心靈指數。桐斗相信朱的正義感及道德感足以能夠裁定西比拉的心靈指數，兼制裁之。桐斗建議朱自願加入西貝兒系統，並希望她的道德標準能滲入系統，使其變得完善。朔夜之後趕到，並告訴朱是自己殺了她的祖母，以讓她對自己萌生殺意，繼使犯罪指數上升，但在桐斗的介入下不果。之後桐斗及朔夜兩方皆嘗試以主宰者殺了對方。

### 劇場版
在2015年的電影《心理测量者剧场版》中，常守朱阻止了一場由非法入境者發動的恐怖襲擊。該些非法入境者來自東南亞聯合（SEAUn）——一個飽受戰爭且引進了西貝兒系統的大國。朱在看過有關慎也訓練該些非法入境者的證據後，獲得前往SEAUn調查的許可。朱在視查當地憲兵隊如何對待反政府份子時，找到了慎也。他對於有恐佈份子前往日本感到驚訝。朱及後跟同慎也前往反叛份子的大本營，見到該處收容了很多難民。不久大本營便受到了襲擊，朱因此返回首都，並以無人機入侵SEAUn的西貝兒系統，令公安局的分析官唐之杜志恩能夠對其進行分析。他們因此發現SEAUn的心靈指數掃描器受到竄改，令當地憲兵隊超過規定值的犯罪指數得以隱藏起來。憲兵隊上校尼古拉斯・王為了自保而制伏了朱，並把她帶至同被捉拿的慎也的旁邊，打算一同殺死。王打算發動一場政變，計劃在殺死朱後再殺掉議會首長朱恩・韓，找一個頂替者頂替之。同時志恩成功把心靈指數掃描器修改回正常狀態，令王等人的真正心靈指數顯現在掃描器之下。第一分隊亦趕到SEAUn，成功救回朱。朱之後以主宰者掃描了韓的犯罪指數，確認他只是西貝兒系統控制的半機械人。朱稱即使當地人民生活多麼困苦也好，西貝兒系統也不應該以這種手段介入，並建議西貝兒系統以韓的名義參與選舉，讓當地人民自行選出是否引入西貝兒系統 。

### 第三期及劇場版「天意」
劇場版「天意」的故事發生在第三期之前，當中的日本因為決定開國，而在應對難民問題上面對應採用法律還是系統管治的問題。朱堅持使用法律，認為其有助其他人商討如何在執行上符合正義，並較適合曾活在戰火地帶的難民。這令她跟其他官員有衝突。在解決外務省前特別部隊和平破壞者想在日本某處獨立，並完全透過人工智能管理的問題後。她決定假裝接受升官的機會，然後在維持低犯罪指數的情況下，在升官儀式上破壞大眾認為是真人的禾生局長機械人。讓大眾重新思考法律存廢問題。
在第三期，她期待兩位新任監視官慎導灼及炯・米哈伊爾・伊格納多夫能夠找出真相。常守朱在結尾中仍被拘禁，並跟從海外回國的狡嚙慎也見面，之後兩者就慎也不在日本的期間所發生的事進行些許交流。在《PSYCHO-PASS心靈判官3 FIRST INSPECTOR》結尾，她正式脫離牢獄之災，並受到慎也邀請，請她到食店用膳。

### 其他
另外常守朱在第一季的改編漫畫《監視官 常守朱》中登場，並以小配角的身份出現在前傳《PSYCHO-PASS心靈判官 監視官 狡嚙慎也》。她在改編自嘲漫畫《PSYCHO-PASS心靈判官學園》中亦有登場，並於遊戲《PSYCHO-PASS心靈判官：無法抉擇的幸福》中擔任配角。朱還在《GODZILLA 決戰機動増殖都市》中擔任客串角色。

## 各界評價

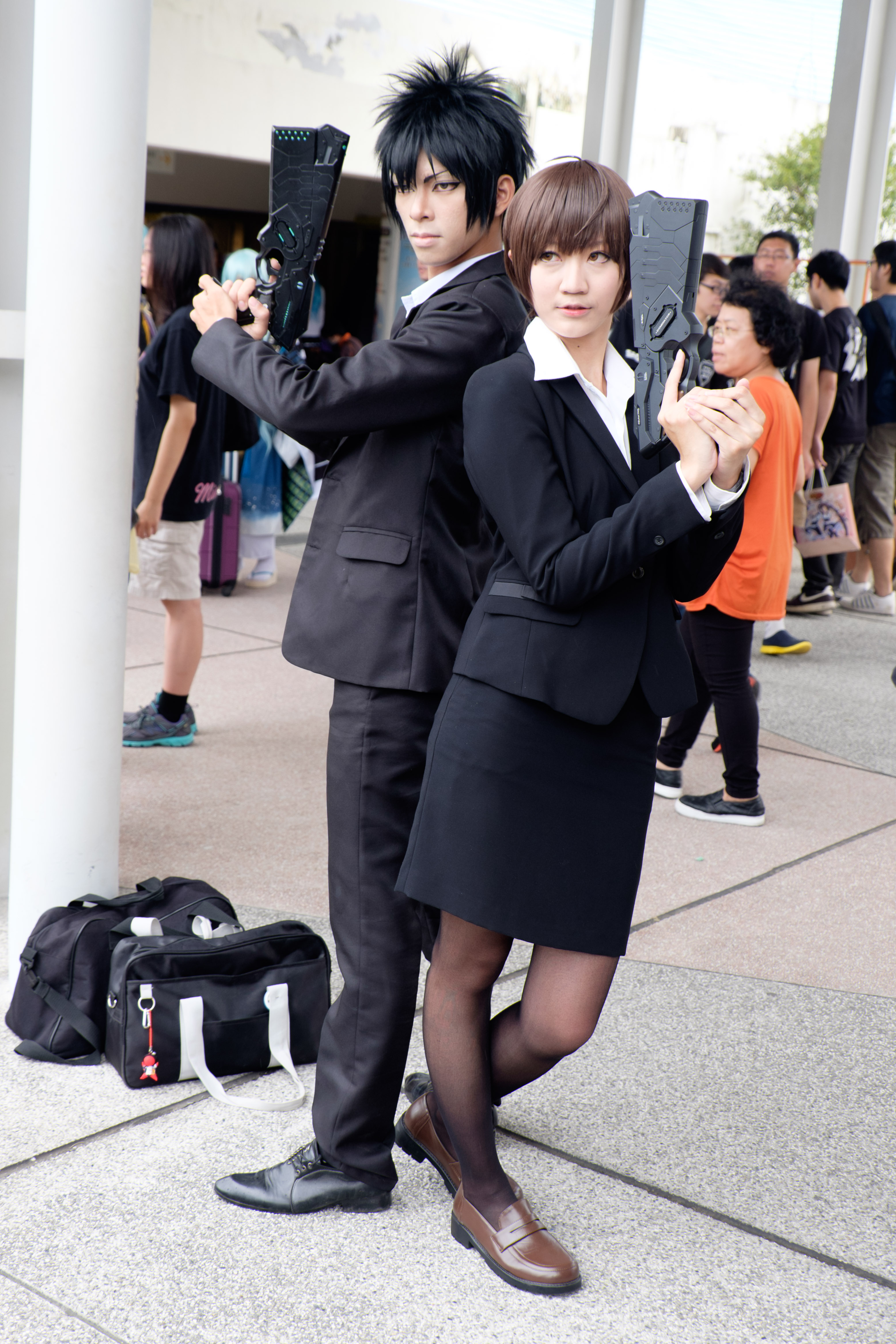
在2015年開拓動漫祭飾演常守朱（右）和狡嚙慎也的Cosplayer

### 評論
評論者於早期對常守朱的評價褒貶不一。《Japanator》的Yamamura Hiroko喜歡第一集對朱的處事方式及觀點的聚焦。《Fandom Post》的托馬斯·卓斯形容朱的處事方式就像「既定印象的天真小動物一樣，在處理第一宗案件時便跨過了界線」，但在後些集數播出後，他對朱跟宜野座伸元及征陸智己的互動表示好評，因為其可增添趣味性；並指朱很諷刺地「是以有點『萌』的方式成長」，這令他開始擔心朱。動畫新聞網的麗貝卡·西爾弗曼的評價跟托馬斯·卓斯形相似，指從朱在第一集中的表現，可清晰看出她是「天真的外來人，能以不同的角度看待眼下的一切」。 《Neo》的大衛·韋斯特表示朱在早期是一位頗為軟弱的角色，因為她應完成的工作常被狡嚙慎也搶走。此外對於朱堅持以記憶重現來重現槙島聖護的模樣這件事，儘管慎也為此讚揚了朱的成長，但韋斯特卻認為這是過譽。動畫新聞網的Bamboo Dong對朱有著更嚴厲的批評，稱她為「一張白紙」。她表示朱是一名「十分枯燥且沒什麼難忘之處的角色，她作為道德指標的作用亦漸漸地在減少」。Fantasy Mundo的帕特里夏·拉馬斯指出，改編漫畫忠實反映了朱的性格，他表示漫畫刻劃了她跟慎也之間有著多深的紐帶、她在西貝兒系統判斷下的缺點。
儘管評論者於早期對常守朱的評價褒貶不一，但在因歷次事件而得到成長後，這一位角色始獲得眾多評論者的讚揚。《The Fandom Post》的克里斯·貝弗里奇對朱有著更為正面的評價；他寫道「朱提供了一個挺好的視角，因為她是一位新人，且希望現實狀況及被追捕者的犯罪指數能夠改善，但除了部分成功例子外，我們有時會發現現實會粉碎她的理想」。西爾弗曼表示朱自從好友船原雪被殺後，她便像大多主流角色一樣，出現了成長，「進一步遠離開始時還是『眼睛明亮的新人』的自身，並認識到系統的缺陷，但不能完全確定她是否可以幫助系統變革」。西爾弗曼亦讚揚朱在劇情高潮時的表現，及其跟慎也的關係。Dong針對動畫的下半部分發表了另一項評價，表示朱已不再是一名枯燥的角色。
卓斯在評論第二十集時表示，他最期待的畫面終於出現了——「常守朱崩溃了」，他繼表示該集中，「朱成長為一個有點粗暴的偵探，在宜野座伸元眼中彿如狡嚙慎也」。Bamboo Dong有著相近的評論，指「她不再是一位枯燥而又溫柔的女性，朱現在充滿自信和能力，能夠發出同僚可立馬執行而又獲得尊重的命令」。Dong表示朱是一位「值得關注」而又吸引人的主角，「她的存在完美補充了其他更為複雜的角色」。Kotaku的理查德·愛因斯比斯表示朱比慎也更為有趣，這可歸因於她的總體成長。Kotaku還讚揚第二季中朱跟新任監視官霜月美佳之對比。
IGN的米蘭達·桑切斯原本期待在2015年的劇場版中能看到朱跟慎也之間會出現更多的互動，因第二季很少有這兩人同時出現的場景。但她在觀賞後發現相關展開缺乏深度。雅各布·查普曼對兩人的互動表示好評，並表示自己喜歡朱把槙也跟已故反派槙島聖護作比較的一幕。《御宅族 USA》的亞歷山大·希亦讚揚了兩者一見面時以動作為主的互動，因為它與開始時側重對話的劇情有著明顯的對比。在《日本流行文化中的法律與正義：從打擊犯罪機器人到決斗小精靈》一著中，朱被作者認定為即使知道法律有問題，也會選擇守法的忠於法律者。《The Fandom Post》的克里斯·貝弗里奇讚揚了朱及慎也的打鬥姿態。英國動畫新聞網較偏好於日語版的朱，因為花澤香菜的語氣較強，之前一篇發表於同一網站上的評論則表示較偏好於英語版的配音。

### 觀眾投票
常守朱在官方投票「Noitamina小姐競選」中奪得寶座。在2013年度的《Newtype》動畫大奖中，朱被票選為第三佳的女性角色。她在2015年度再度以同樣排名上榜。同年Charapedia網站就動畫中最酷的女性角色舉辦了一次投票，朱以257票名列第10位。 2019年「動畫！動畫！」網站就「最想成為自身上司的動畫角色」舉辦了一場投票，朱成功名列榜首。